# Ajdar
Ajdar (rusky Айдар, ukrajinsky Айдар) je řeka v Bělgorodské oblasti v Rusku a v  Luhanské oblasti na Ukrajině. Je dlouhá 256 km. Povodí má rozlohu 7370 km².

## Průběh toku
Pramení na jižních svazích Středoruské vysočině a protéká jejím okrajem. Má spád 0,3 m/km. Ústí zleva do Severního Doňce (povodí Donu) ve vzdálenosti 344 km od jeho ústí.

## Vodní režim
Specifický odtok činí 1,7 l/s/km². Zamrzá v prosinci a rozmrzá na začátku března.

## Využití
Vodní doprava není možná. Využívá se na zavlažování a k zásobování vodou. Na řece leží město Starobilsk.